# Ричфилд Спрингс (Њујорк)
Ричфилд Спрингс (енгл. Richfield Springs) град је у америчкој савезној држави Њујорк.

## Демографија
По попису из 2010. године број становника је 1.264, што је 9 (0,7%) становника више него 2000. године.
| Група             | 2000.         | 2010.         |
| Белци             | 1.198 (95,5%) | 1.205 (95,3%) |
| Афроамериканци    | 7 (0,6%)      | 5 (0,4%)      |
| Азијати           | 11 (0,9%)     | 13 (1,0%)     |
| Хиспаноамериканци | 7 (0,6%)      | 17 (1,3%)     |
| Укупно            | 1.255         | 1.264         |